# El nido vacío
El nido vacío es una película coproducción de Argentina, España y Francia de comedia dramática de 2008 escrita y dirigida por Daniel Burman y protagonizada por Oscar Martínez, Cecilia Roth e Inés Efron. Daniel Hendler, actor fetiche y frecuente colaborador de Burman, participó en la elaboración del guion. La historia retrata la reconstrucción de un matrimonio después que sus hijos deciden irse de casa.

## Sinopsis
La historia explora el vacío que se produce en un matrimonio luego de que los hijos del mismo crecen y se alejan del hogar. La nueva etapa surgida a partir de este hecho revela bruscamente las grietas, ocultas durante años por el ruido y caos cotidiano, existentes en la pareja formada por un exitoso dramaturgo y una hiperactiva estudiante de sociología.

## Reparto
- Oscar Martínez ... Leonardo
- Cecilia Roth ... Martha
- Inés Efron ... Julia
- Arturo Goetz ... Dr. Sprivak
- Jean Pierre Noher ... Fernando
- Eugenia Capizzano ... Violeta
- Ron Richter ... Ianib
- Carlos Bermejo ... Marchetti
- Osmar Núñez
- Esteban Lamothe

## Taquilla
Fue la tercera película Argentina más vista del 2008, consiguiendo un total de 262.702 boletos cortados, superando así a varias de las grandes promesas cinematográficas nacionales de ese año.